# Antonio Moreno Mosquera
Antonio Moreno Mosquera (Quibdó, 11 de febrero de 1912 - Cali, 1995) fue un jurista y político colombiano, que se desempeñó como Gobernador de Chocó.

## Biografía
Nació en Quibdó, capital de la entonces Intendencia de Chocó, en febrero de 1912. Era hijo de Clodomiro Moreno Mendoza y Elena Mosquera Cañada. Realizó su educación primaria en Cali y sus estudios secundarios en el Seminario de Popayán y se graduó de Derecho y Ciencias Políticas de la Universidad del Rosario, en Bogotá, y también poseía especializaciones en Filosofía, Derecho Administrativo y Derecho Penal de la Universidad Nacional de Colombia.
Se radicó en Cali, capital de Valle del Cauca, dónde fue profesor y rector de la Universidad Santiago de Cali y la Universidad de San Buenaventura. En el campo político fue Concejal y Vicepresidente del Concejo de Cali y miembro de la Cámara de Representantes por Valle del Cauca. Afiliado al Partido Conservador, entre 1950 y 1951, bajo el gobierno del presidente Laureano Gómez, se desempeñó como Gobernador de Chocó durante la época de La Violencia; así mismo, durante la administración de Roberto Urdaneta Arbeláez fue Secretario General del Ministerio de Trabajo y Ministro Encargado de la misma cartera, siendo titular de esta Manuel Mosquera Garcés.
En la administración jurídica fue juez promiscuo municipal de Istmina, juez superior de Cali, magistrado y presidente del Tribunal Superior de Cali, presidente del Tribunal Contencioso Administrativo del Valle, magistrado de la Corte Suprema de Justicia de Colombia y presidente de su Sala Penal. Cómo juez se hizo famoso por sus fallos en contra de la multinacional International Mining de Nueva York, a la vez que defendió los derechos de los trabajadores mineros. Fue miembro de la Academia Colombiana de Jurisprudencia desde 1976.
Reconocido intelectual, destacó en sus escritos como columnista y analista en los periódicos El País de Cali, El Siglo, el Diario del Pacífico y el Diario de Occidente.
Casado con Gloria María Rumié Mosquera, tuvo cinco hijos: Antonio, Guillermo, Fernando, Luis Fidel y Gloria Elena. Entre ellos destacaron Antonio como magistrado, Luis Fidel como congresista y Guillermo como jugador y entrenador de baloncesto. Falleció en Cali en 1995.